# The Uneasy Three

The Uneasy Three est un film américain de Leo McCarey sorti en 1925.

## Synopsis
Charlie Chase, Katherine Grant et Bull Montana aspirent à être des escrocs de grande envergure. Comme premier " travail ", ils décident de récupérer la broche Kadir, dont ils ont lu dans les journaux qu'elle avait été donnée par Mme Van Courtland à sa fille. Les trois partent donc pour la maison de Van Courtland et entrent en collision avec une voiture transportant le Metropolitan Trio, des musiciens qui doivent assurer le divertissement lors d'une fête à la maison de Van Courtland. Les escrocs les persuadent que la fête a été annulée et s'y rendent en s'annonçant comme les musiciens. Après des situations comiques, ils finissent par voler la broche mais se commencent à se disputer pour savoir qui va emporter la broche.

## Fiche technique
- Titre : The Uneasy Three
- Réalisation : Leo McCarey
- Montage : Richard C. Currier
- Producteur : Hal Roach
- Société de production : Hal Roach Studios
- Société de distribution : Pathé Exchange
- Pays d'origine :  États-Unis
- Langue : Anglais
- Format : 1.33 : 1, 35mm, noir et blanc
- Durée : 22 minutes
- Date de sortie : 15 novembre 1925

## Distribution
- Charley Chase : L'escroc
- Fred Kelsey : Le détective privé
- Katherine Grant : La copine de l'escroc
- Bull Montana : Willie, frère de la copine

Et, non crédités :
- Olive Borden : Membre du Metropolitan Trio
- Evelyn Burns : Mme Van Courtland
- Sally O'Neil : Sa fille
- Jerry Mandy : Le musicien